# Sogecuatro
Sogecuatro, la raó social del qual era Sociedad General de Televisión Cuatro, S.A.U., va ser una companyia de mitjans de comunicació a Espanya, la qual operava el canal de televisió Cuatro. A més, comptava amb Canal+ 2, CNN+ i Canal Club en el seu espai per a canals TDT. Aquesta societat operava com a subsidiària de Sogecable (posteriorment, Prisa TV), formant part de Grup Prisa, un conglomerat espanyol de mitjans de comunicació.
El 28 de maig de 2010, el Consell de Ministres d'Espanya va autoritzar la transferència de la llicència d'emissió de Sogecable a Sogecuatro.
D'altra banda, el 28 de desembre de 2010, es va produir la fusió amb Gestevisión Telecinco quan Prisa TV va vendre Sogecuatro a aquesta última per 485 milions d'euros i el 17,3% de l'empresa resultant (Mediaset Espanya).